# Noureddine Hfaiedh
W treści tego artykułu od 2011-04 występują prawdopodobnie wyrażenia zwodnicze, co nie jest zgodne z zasadami przyjętymi w Wikipedii.
 Po wyeliminowaniu niedoskonałości należy usunąć szablon [[Szablon:Dopracować|]] z tego artykułu.
Noureddine Hfaiedh (ur. 27 sierpnia 1973 w Hawarii) – tunezyjski siatkarz, występujący na pozycji atakującego. Wraz z reprezentacją Tunezji dotarł do ćwierćfinałów MŚ 2006 w Japonii. Hfaiedh jest uważany za najlepszego tunezyjskiego siatkarza i gwiazdę zespołu.

## Kariera sportowa
Swoją przygodę z siatkówkę zaczął już w roku 1985, kiedy to rozpoczął treningi w miejscowym klubie A.S.H. Hawaria. W roku 1990 po najlepszego juniorskiego zawodnika w Tunezji, zgłosił się jeden z najlepszych zespołów w kraju CF Sfaxien. Dokładnie dwa lata później, w roku 1992 wraz z drużyną Tunezji wystąpił na Młodzieżowych Mistrzostwach Świata w Argentynie, gdzie Tunezyjczycy jednak nie wyszli z grupy. Po tych mistrzostwach, gdzie Hfaiedh zaprezentował się bardzo korzystnie, został zawodnikiem najlepszego tunezyjskiego klubu – Etoile du Sahel, z którym siedmiokrotnie zdobył mistrzostwo kraju oraz trzy razy Afrykańską Ligę Mistrzów. Stał się także ważnym ogniwem reprezentacji, czterokrotnie triumfując wraz z nią w Pucharze Narodów Afryki (1995, 1997, 1999, 2003). Trzy razy brał też udział w Pucharze Świata (1995, 1999, 2003). Ważnym sukcesem było także zwycięstwo w Mistrzostwach Krajów Arabskich w Libanie w 2002 roku, oraz w Mistrzostwach Afryki 2003, gdzie został uznany za najbardziej wartościowego zawodnika turnieju. Z bardzo dobrej strony Hfaiedh pokazał się także na MŚ 2002 w Argentynie, gdzie Tunezja przegrała wszystkie mecze i została sklasyfikowana na miejscach 19-24, ale Hfaiedh był najlepiej punktującym tunezyjskim zawodnikiem i zdobył w trzech meczach 44 punkty. Wielkim sukcesem dla tunezyjskiej siatkówki był awans reprezentacji do ćwierćfinałów Mistrzostw Świata 2006, gdzie napsuła sporo krwi lepiej notowanym przeciwnikom. Pomimo tego, że w drugiej rundzie Tunezja pokonała tylko Portoryko i Koreę Południową była trudnym przeciwników dla tak uznanych zespołów jak Japonia, Argentyna czy Kanada, które wygrywały z Tunezją dopiero w tie-breakach. Oprócz tego Tunezja doznała druzgocących klęsk z Rosją, Serbią i Czarnogórą i Polską 0:3. Mimo wszystko jednym z najjaśniejszych punktów zespołu obok Aymana Ben Brika, Hosniego Karamoslego czy Ghaziego Guidary był właśnie Hfaiedh.
Świetną grą na wcześniej wspomnianych turniejach zwrócił na siebie uwagę mocnych klubów europejskich. Przed sezonem 2002/2003 trafił do silnej ligi greckiej, do PAOK-u Saloniki, gdzie spędził dwa lata. W 2004 wraz z reprezentacją, której był kapitanem, wziął udział w IO 2004 w Atenach. Tunezja spisała się tam w miarę poprawnie, nie wychodząc jednak z grupy, ale sprawiając w grupie kłopoty rywalom, w tym reprezentacji Polski, która z problemami pokonała dzielnych tunezyjczyków 3:1. Warto zauważyć, że wielkim zaszczytem dla Hfaiedha było powierzenie mu roli chorążego tunezyjskiej ekipy olimpijskiej na ceremonii otwarcia. Na igrzyskach i w lidze greckiej spisywał się na tyle dobrze, że jeszcze w roku 2004 trafił do utytułowanego francuskiego zespołu Paris Volley, gdzie przez rok grał z takimi zawodnikami jak Xavier Grapentine, Oliver Kieffer, czy jego kolega z reprezentacji Ghazi Guidara. Jednak w barwach paryskiego zespołu nie udało mu się zdobyć ani mistrzostwa, ani Pucharu Francji, pocieszeniem mógł być tylko fakt wywalczenia Superpucharu Francji.
Po sezonie spędzonym w Paris Volley Noureddine przeniósł się do innego sławnego francuskiego zespołu – Tours VB, który kilka miesięcy temu wywalczył tytuł najlepszej drużyny w Europie. Z ekipą prowadzoną przez włoskiego trenera Roberto Serniottiego wywalczył Puchar Francji 2006 i doszedł do finału rozgrywek ligowych, gdzie zespół z Tours przegrał z jego poprzednim klubem, Paris Volley. Po roku spędzonym w Tours Hfaiedh postanowił całkowicie zmienić otoczenie i zdecydował się na wyjazd do Japonii, do drużyny NEC Tokio. Wpływ na tę decyzję miały z pewnością wysokie apanaże wypłacane zawodnikom przez szefów japońskich klubów, ze względu na regres boomu siatkarskiego w Japonii, który trwał w Japonii w latach 70. Innym z powodów jak sam przyznawał Hfaiedh, była chęć poznania Japonii przed zbliżającymi się wówczas Mistrzostwami Świata rozgrywanymi w tym kraju.
- Tunezja: A.S.H. Hawaria, 1985–1990
- Tunezja: CF Sfaxien, 1990–1992
- Tunezja: Étoile Sportive du Sahel, 1992–2002
- Grecja: PAOK Saloniki, 2002–2004
- Francja: Paris Volley, 2004–2005
- Francja: Tours VB, 2005–2006
- Japonia: NEC Tokio, 2006 –